# Heaven and Hell (album Black Sabbath)
Heaven and Hell – studyjny album brytyjskiej grupy Black Sabbath, pierwszy po opuszczeniu grupy przez Ozzy’ego Osbourne’a (jego miejsce zajął Ronnie James Dio, były wokalista Rainbow). Album został wydany 25 kwietnia 1980.

## Twórcy
- Ronnie James Dio – wokal
- Tony Iommi – gitara
- Geezer Butler – gitara basowa
- Bill Ward – perkusja
- Geoff Nicholls – instrumenty klawiszowe

## Lista utworów
1. „Neon Knights” – 03:49
2. „Children of the Sea” – 05:30
3. „Lady Evil” – 04:22
4. „Heaven and Hell” – 06:56
5. „Wishing Well” – 04:02
6. „Die Young” – 04:41
7. „Walk Away” – 04:21
8. „Lonely Is the Word” – 05:49